# Bellūru
Bellūru är en ort i Indien.   Den ligger i distriktet Mandya och delstaten Karnataka, i den södra delen av landet, 1 700 km söder om huvudstaden New Delhi. Bellūru ligger 797 meter över havet och antalet invånare är 7 626.
Terrängen runt Bellūru är platt. Runt Bellūru är det ganska tätbefolkat, med 214 invånare per kvadratkilometer. Närmaste större samhälle är Nāgamangala, 18,1 km söder om Bellūru. Trakten runt Bellūru består till största delen av jordbruksmark.